# Copelatus concolorans
Copelatus concolorans är en skalbaggsart som beskrevs av J. Balfour-browne 1939. Copelatus concolorans ingår i släktet Copelatus och familjen dykare. Inga underarter finns listade i Catalogue of Life.